# Kabinett Vogel IV
Das Kabinett Vogel IV war das 15. Kabinett der Landesregierung des Landes Rheinland-Pfalz nach dem Zweiten Weltkrieg. Es begann am 23. Juni 1987 und wurde bereits im Dezember 1988 vom Kabinett Wagner abgelöst.
Die CDU hatte bei der Landtagswahl in Rheinland-Pfalz 1987 am 17. Mai 1987 ihre bisher bestehende absolute Mehrheit verloren. Sie ging daraufhin eine Koalition mit der FDP ein.
Ministerpräsident Bernhard Vogel trat von seinem Amt zurück, nachdem er am 11. November 1988 die Wiederwahl zum CDU-Landesvorsitzenden verloren hatte.
| Amt                                    | Name               | Partei           | Partei               | Staatssekretär          | Partei | Partei |
| -------------------------------------- | ------------------ | ---------------- | -------------------- | ----------------------- | ------ | ------ |
| Ministerpräsident                      | Bernhard Vogel     |                  | CDU                  | Hanns-Eberhard Schleyer |        | CDU    |
| Stellvertreter des Ministerpräsidenten | Carl-Ludwig Wagner | CDU              |                      |                         |        |        |
| Finanzen                               | Carl-Ludwig Wagner | CDU              | Karl Hoppe           |                         | CDU    |        |
| Bundesangelegenheiten                  | Albrecht Martin    | CDU              | Johannes Neukirchen  |                         | —      |        |
| Inneres und Sport                      | Rudi Geil          | CDU              | Leo Schönberg        |                         | CDU    |        |
| Justiz                                 | Peter Caesar       |                  | FDP                  | Gerhard Michel          |        | —      |
| Soziales und Familie                   | Ursula Hansen      |                  | CDU                  | Maria Herr-Beck         |        | CDU    |
| Landwirtschaft, Weinbau und Forsten    | Dieter Ziegler     | CDU              | Wolfgang Rumpf       |                         | FDP    |        |
| Wirtschaft und Verkehr                 | Rainer Brüderle    |                  | FDP                  | Franz Peter Basten      |        | CDU    |
| Wirtschaft und Verkehr                 | Rainer Brüderle    | Ernst Eggers     | FDP                  |                         | FDP    |        |
| Kultus                                 | Georg Gölter       |                  | CDU                  | Erwin Heck              | FDP    |        |
| Kultus                                 | Georg Gölter       | Elisabeth Rickal | CDU                  |                         | CDU    |        |
| Umwelt und Gesundheit                  | Hans-Otto Wilhelm  | CDU              | Johann Wilhelm Römer | CDU                     |        |        |

Anmerkungen
1. ↑  Chef der Staatskanzlei
2. 1 2  Ständiger Vertreter im Range eines Ministerialdirektors